# Lac Saint-Cyr (rivière Saint-Cyr Sud)
Pour les articles homonymes, voir Saint-Cyr.
Le lac Saint-Cyr est un plan d'eau douce traversé par la rivière Saint-Cyr Sud dans la partie Nord-Est du territoire de Senneterre (ville), dans la municipalité régionale de comté (MRC) de La Vallée-de-l'Or, dans la région administrative du Abitibi-Témiscamingue, dans la province de Québec, au Canada.
Ce plan d’eau s’étend dans les cantons de Mesplet et de Cherrier. La foresterie constitue la principale activité économique du secteur. Les activités récréotouristiques arrivent en second.
Le bassin versant du lac Saint-Cyr est accessible grâce à une route forestière (sens Nord-Sud) sur le côté Est de la vallée de la rivière Saint-Cyr Sud ; en sus, autre route forestière (sens Est-Ouest) dessert la partie Nord de la Réserve de biodiversité du Lac Saint-Cyr et relie vers l’Ouest la route R1015.
La surface du lac Saint-Cyr est habituellement gelée du début novembre à la mi-mai, toutefois la circulation sécuritaire sur la glace se fait généralement de la mi-novembre à la mi-avril.

## Géographie
Le lac Saint-Cyr comporte une longueur totale de 18,7 km (dont 12,4 km dans le canton de Mesplet et 6,3 km dans le canton de Cherrier). La surface de ce lac est une altitude : 393 m, orienté vers le Nord-Est, dont 4,0 km dans le canton de Cherrier, 14,9 km dans le canton de Belmont, et 1,7 km dans le canton de Kalm.
Ce lac est alimenté par la rivière Chartrand (venant de l’Est) et par la rivière Saint-Cyr Sud qui le traverse vers le Sud-Ouest sur 16,3 km. La rivière Saint-Cyr Sud est elle-même alimenté par le lac Barry (rivière Saint-Cyr Sud) et le lac Bailly (rivière Saint-Cyr Sud).
L’embouchure du lac Saint-Cyr est localisée sur la rive Ouest de la partie Sud du lac, soit à :
- 12,1 km au Nord de l’embouchure de la rivière Saint-Cyr ;
- 15,3 km au Nord-Est de l’embouchure du lac Mégiscane ;
- 107,1 km au Nord-Est de l’embouchure de la rivière Mégiscane (confluence avec le lac Parent (Abitibi)/rivière Bell) ;
- 182,7 km au Sud-Est du centre-ville de Matagami ;
- 368 km au Sud-Est de l’embouchure de la rivière Nottaway ;
- 101,6 km à l’Est du centre du village de Lebel-sur-Quévillon ;
- 58,5 km à l’Ouest du centre du village de Obedjiwan[1].

Les principaux bassins versants voisins du lac Saint-Cyr sont :
- côté nord : rivière Saint-Cyr Sud, lac Bailly (rivière Saint-Cyr Sud), lac Barry (rivière Saint-Cyr Sud), lac Robertine ;
- côté est : rivière Chartrand, rivière de l'Aigle (lac Doda), rivière Pascagama, ruisseau de la Rencontre ;
- côté sud : rivière Saint-Cyr Sud, lac Dumont, lac Canusio, rivière Mégiscane ;
- côté ouest : lac Cherrier, lac Mesplet, rivière Closse, lac Mégiscane.

## Toponymie
L’ancienne dénomination de ce plan d’eau était « lac Maskotirikan ». Le terme « Saint-Cyr » est un patronyme de famille d’origine français.
Sa signification est associée à celle de la rivière Saint-Cyr (rivière Opawica) dont la partie supérieure a été nommée distinctement rivière Saint-Cyr Sud, le 24 septembre 2003 par la Commission de toponymie du Québec. Cette commission a tenu compte que le cours de la rivière Saint-Cyr appartenait dorénavant à deux bassins versants à la suite de l’aménagement d’un barrage de retenu.
Le toponyme "lac Saint-Cyr" a été officialisé le 5 décembre 1968 par la Commission de toponymie du Québec, soit lors de sa création.